# Mara Betschart
Mara Betschart (* 19. August 2000 in Steinhausen ZG) ist eine Schweizer Beachvolleyballspielerin.

## Karriere
Mara Betschart kam durch ihre ältere Schwester Nina Betschart zum Beachvolleyball. Sie begann ihre Karriere an der Kantonsschule Alpenquai Luzern. Mit Céline Baumann wurde zwischen 2016 und 2018 Schweizer Meisterin der U17, U19 und U21. 2016 wurde sie mit Esmée Böbner Neunte der U18-Europameisterschaft in Brünn. Dasselbe Ergebnis erreichte sie 2017 mit Anna Lutz bei der U18-EM in Kasan.
Ab 2018 bildeten Betschart/Baumann ein festes Duo. Sie wurden Sechste bei der U20-EM in Anapa und Fünfte bei der U19-Weltmeisterschaft in Nanjing. Beim Ein-Stern-Turnier der FIVB World Tour in Vaduz unterlagen sie in der Qualifikation. Im Oktober kamen sie bei den Olympischen Jugendspielen in Buenos Aires ins Achtelfinale und wurden Neunte. Auf der nationalen Coop Beachtour wurden sie 2018 Fünfte in Genf, Vierte in Basel und Siebte in Bern.
Bei der U21-Weltmeisterschaft 2019 in Udon Thani erreichten Betschart/Böbner den fünften Rang. Mit Baumann spielte Betschart bei den 1-Stern-Turniere der World Tour in Alba Adriatica, Ljubljana und Vaduz, überstanden aber die Qualifikationsrunden nicht. Auf der Coop Beachtour 2019 erspielten sie u. a. fünfte Plätze in Genf, Locarno und Basel. Bei der Schweizer Beachvolleyball-Meisterschaft 2019 mussten sie sich im Qualifikationsspiel geschlagen geben.
2020 spielte Betschart mit Annik Stähli beim Ein-Stern-Turnier in Ljubljana. Mit Böbner wurde sie Dritte bei der U22-Europameisterschaft in Izmir. Betschart/Stähli wurden ausserdem Schweizer Vizemeisterinnen der U21. Andere nationale Turniere in der Schweiz gab es wegen der Covid-19-Pandemie nicht. Anfang 2021 tritt Betschart als Ersatz für die verletzte Laura Caluori mit der deutschen Spielerin Leonie Körtzinger bei der German Beach Trophy in Düsseldorf an.